# Crystallophyes amygdalina
Crystallophyes amygdalina is een hydroïdpoliep uit de familie Clausophyidae. De poliep komt uit het geslacht Crystallophyes. Crystallophyes amygdalina werd in 1925 voor het eerst wetenschappelijk beschreven door Moser. 